# Maconochie Island
Maconochie Island är en ö i Kanada.   Den ligger i territoriet Nunavut, i den nordöstra delen av landet, 2 800 km nordväst om huvudstaden Ottawa. Arean är 15,4 kvadratkilometer.
Terrängen på Maconochie Island är mycket platt. Öns högsta punkt är 25 meter över havet. Den sträcker sig 6,9 kilometer i nord-sydlig riktning, och 5,1 kilometer i öst-västlig riktning.
Trakten runt Maconochie Island består i huvudsak av gräsmarker. Trakten runt Maconochie Island är nära nog obefolkad, med mindre än två invånare per kvadratkilometer.